# Мессинген
Мессинген (нем. Messingen) — община в Германии, в земле Нижняя Саксония.
Входит в состав района Эмсланд. Подчиняется управлению Фререн. Население составляет 1091 человек (на 31 декабря 2010 года). Занимает площадь 25,43 км².

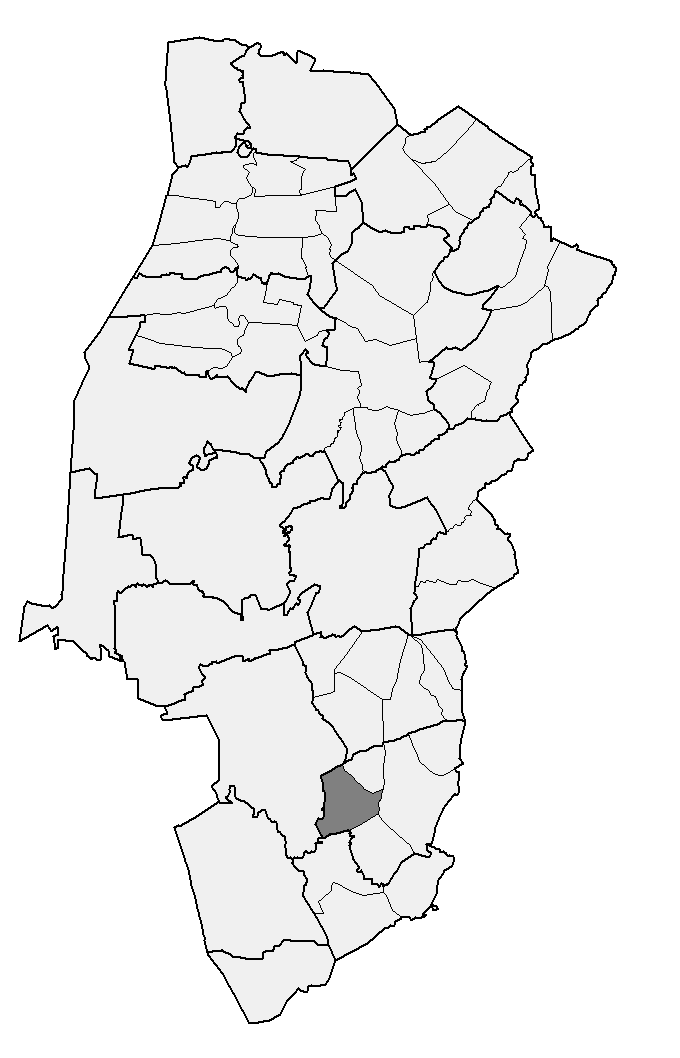
Мессинген